# اشچینیسکو
اشچینیسکو (به لاتین: Trzcinisko) یک منطقهٔ مسکونی در لهستان است که در Gmina Cedry Wielkie واقع شده‌است.

## خصوصیات
اشچینیسکو ۲۲۳ نفر جمعیت دارد.